# Александрович, Наталья Петровна
Наталья Петровна Александрович (бел. Наталля Пятроўна Александровіч; род. 1 декабря 1950, Минск) — советский и белорусский археозоолог, биолог-систематик, морфолог. Кандидат биологических наук (1999 год).

## Биография
Закончила БГУ (1974 г.). В 1976—1994 гг. работала в Институте истории НАН Белоруссии младшим научным сотрудником отдела археологии средневекового периода. Тема кандидатской диссертации: «Остеологическая оценка географической и хронологической изменчивости охотничьих млекопитающих средневековой Беларуси».
В 2005—2013 годах преподавала на кафедре зоологии Поморской Академии в Слупске (Польша). Вела лабораторные занятия по таким предметам, как «Общая зоология», «Систематическая зоология», «Таксономия», «Протистология». Вела лекции по предмету «Зоология» для заочного отделения.

## Научная деятельность
Исследовала проблему животноводства и охоты населения средневековых городов и замков Белоруссии X—XVII ст. Составила основу эталонной коллекции астеологических остатков млекопитающих из раскопок археологических памятников Белоруссии. Впервые применила кластерный анализ при обработке костного материала, разработала критерии и предложила использовать коэффициент насыщенности костями культурных слоев.

### Научные труды
- Ихтиофауна из раскопок Масковичского городища (X—XIII вр.) // Древности Белоруссии и Литвы. — Мн., 1982. — С. 94 — 98: ил.
- Нечаканыя знаходкі // Родная прырода. — 1986. — № 3. — С. 29: ил.
- Промысловые животные в каменном веке на территории Полесья // Пятая обл. итоговая науч. конф. «Животный мир Белорусского Полесья, охрана и рациональное использование». — Гомель, 1988. — С. 62.
- Рыбалоўства ў жыцці продкаў / Л. Дучыц, Н. Александрович // Родная прырода. — 1986. — № 6. — С. 21.
- Тайна возера Вячэра / Н. Александрович, Н. Крывальцэвіч // Родная прырода. — 1988. — № 6. — С. 23: ил.
- В радзіміцкім кургане / Н. Александрович, У. Багамольнікаў, А. Макушнікаў // Помнікі гісторыі і культуры Беларусі. — 1986. — № 2. — С. 16 — 17: ил.
- Фауна из раскопок древнего Витебска // Биология. Зоология наземных позвоночных. — 1990. — № 2.
- Фауна из раскопок древнего Витебска // Динамика зооценов, проблема охраны и рационального использования животного мира Белоруссии. — Мн., 1989. — С. 192.
- Как и 600 гадоў назад… // Віцебскі рабочы. — 1984. — 3 лістапада.
- Монография: Археозоологический анализ охотничьей териофауны средневековой Беларуси. Остеологическая оценка географической и хронологической изменчивости охотничьих млекопитающих в X—XVII веках[2]. 2014. LAMBERT Academic Publishing. 232 с. ISBN 978-3-659-54978-6